# Мирут
Мирут је град у Индији у држави Утар Прадеш. Према незваничним резултатима пописа 2011. у граду је живело 1.309.023 становника.

## Становништво
Према незваничним резултатима пописа, у граду је 2011. живело 1.309.023 становника.
| 1991.   | 2001.     | 2011.     |
| ------- | --------- | --------- |
| 753.778 | 1.068.772 | 1.309.023 |